# جبل موس الصغير
جبل موس الصغير، هي قمة تقع في منطقة وسط نيويورك في نيويورك وتقع في بلدة ويب في مقاطعة هيركيمير، جنوب شرق فورج القديمة.